# 39557 Gielgud
39557 Gielgud è un asteroide near-Earth. Scoperto nel 1992, presenta un'orbita caratterizzata da un semiasse maggiore pari a 2,2644905 UA e da un'eccentricità di 0,4260759, inclinata di 5,56589° rispetto all'eclittica.